# Suka Jaya (Besitang)
Suka Jaya is een bestuurslaag in het regentschap Langkat van de provincie Noord-Sumatra, Indonesië. Suka Jaya telt 2128 inwoners (volkstelling 2010).